# Transistor sinàptic

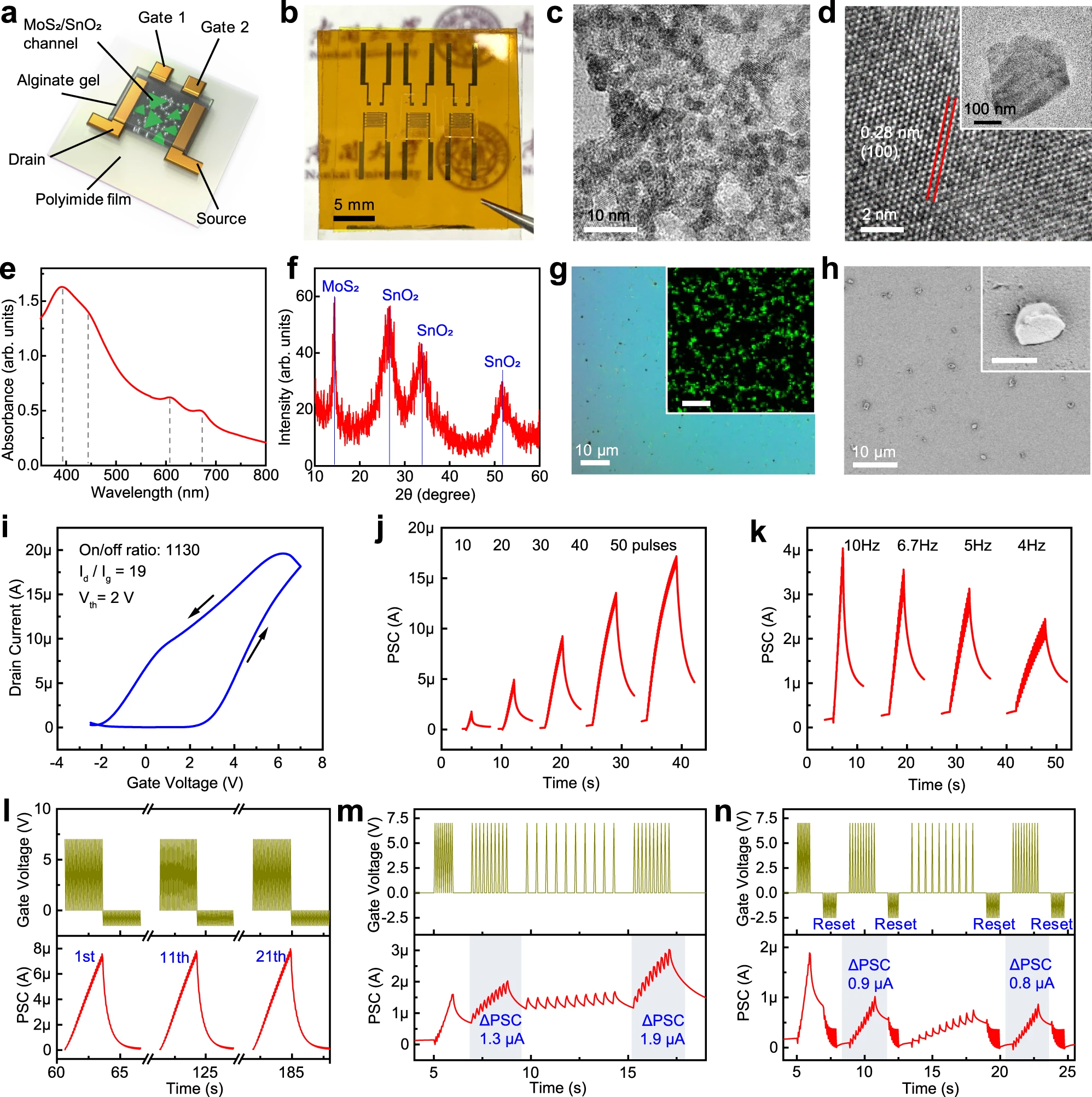
Caracterització i rendiment del transistor sinàptic. (a) Il·lustració esquemàtica de l'estructura del dispositiu. (b) Fotografia dels dispositius fabricats com una matriu sobre un substrat flexible. (c) Imatge TEM de nanopartícules de SnO2. (d) TEM d'alta resolució de nanofocs de MoS2 que mostra que l'espaiat entre la xarxa mesurat es pot indexar a (100 L'insert mostra la imatge TEM d'un nanofoc de MoS2 individual. (e) Espectres d'absorció UV-visible de nanofocs de MoS2 que mostren quatre pics d'absorció, que són característiques dels dicalcogenurs de metalls de transició que tenen estructura prismàtica trigonal (fase 2H). (f) Patrons XRD de SnO2 -nanopartícules/pel·lícula de nanoesclats de MoS2. (g) Microscòpia òptica de la pel·lícula. El requadre mostra el mapeig Raman adquirit a un pic de MoS2 de 408 cm−1 (barra d'escala: 10 μm). (h) Imatge SEM de la pel·lícula. El requadre mostra un primer pla Imatge SEM (barra d'escala: 500 nm). (i) Corba de transferència del dispositiu. Id, Ig i Vth representen el corrent de drenatge, el corrent de fuga de la porta i la tensió llindar, respectivament. (j) La plasticitat del dispositiu depenent del nombre de pics. PSC representa postsinàptic actual. (k) plasticitat depenent de la velocitat de pic del dispositiu. (l) Variació cicle a cicle del dispositiu. (m) Regla BCM implementada mitjançant l'aplicació de trens de punta positiva (7 V) amb diverses freqüències al dispositiu. ΔPSC representa un canvi en el corrent postsinàptic. (n) Inhibició de la regla BCM aplicant un tren d'espiga negatiu (−2,5 V) després de cadascun dels quatre trens d'espiga positiu per reiniciar el dispositiu. Les mesures en i-n es van realitzar aplicant pics de tensió a una porta única (Gate1) del dispositiu amb una polarització de 0,75  V".

Un transistor sinàptic és un dispositiu elèctric que pot aprendre de manera similar a una sinapsi neuronal. Optimitza les seves pròpies propietats per a les funcions que ha realitzat en el passat. El dispositiu imita el comportament de la propietat de les neurones anomenada plasticitat dependent de l'espiga, o STDP.

## Estructura
La seva estructura és similar a la d'un transistor d'efecte de camp, on un líquid iònic ocupa el lloc de la capa aïllant de la porta entre l'elèctrode de la porta i el canal conductor. Aquest canal es compon de niquelat de samari (SmNiO
3, o SNO) en lloc del silici dopat del transistor d'efecte de camp.

## Funció
Un transistor sinàptic té una resposta immediata tradicional la quantitat de corrent que passa entre els contactes de font i drenatge varia amb la tensió aplicada a l'elèctrode de la porta. També produeix una resposta apresa molt més lenta, de manera que la conductivitat de la capa SNO varia en resposta a la història STDP del transistor, essencialment mitjançant el transport d'ions d'oxigen entre el SNO i el líquid iònic.
L'anàleg de l'enfortiment d'una sinapsi és augmentar la conductivitat de l'SNO, que bàsicament augmenta el guany. De la mateixa manera, debilitar una sinapsi és anàloga a disminuir la conductivitat de l'SNO, disminuint el guany.
L'entrada i sortida del transistor sinàptic són valors analògics continus, en lloc de senyals digitals d'encesa i apagat. Tot i que l'estructura física del dispositiu té el potencial d'aprendre de la història, no conté cap manera de polaritzar el transistor per controlar l'efecte de memòria. Un circuit de supervisió extern converteix el temps de retard entre l'entrada i la sortida en una tensió aplicada al líquid iònic que impulsa els ions al SNO o els elimina.
Una xarxa d'aquests dispositius pot aprendre respostes particulars a "entrades sensorials", i aquestes respostes s'aprenen mitjançant l'experiència en lloc de programar-se explícitament.